# Натале Капеларо
Натàле Капелàро (на италиански: Natale Capellaro) е италиански инженер хонорис кауза, проектант на машини за механично изчисление и на пишещи машини.
Нает през 1916 г. като работник-стажант в Дружество „Оливети“, базирано в северноиталианския град Ивреа, той става дизайнер на механичните изчислителни машини, допринесли за успеха на Оливети в световен мащаб в средата на 20 век. Divisumma 14 (1948), Divisumma 24 (1956) и Tetractys (1956) са някои от моделите, свързани с неговия талант в механичния дизайн. Той достига върховете на Оливети като мениджър (1948), Централен директор (1952), Зам. генерален директор (1957), Съ-генерален директор (1959) и Генерален технически директор по проектиране и изучаване на пишещи и изчислителни машини (1960).

## Кариера

### Начални години
Капеларо е роден е на 22 декември 1902 г. в град Ивреа, Кралство Италия като второ от трите деца на беден обущар. Като малък обича сам да конструира играчките си. Ходи на училище до 12-годишна възраст, както и 2 години във вечерно училище, и работи в местна печатница.
Подобно на много младежи в Ивреа по онова време той мечтае да бъде нает от Оливети. Мечтата му се сбъдва на 7 декември 1916 г., когато е нает като работник-стажант на монтажната линия на M1 – първият модел пишещи машини на Оливети. Само 2 месеца по-късно будният младеж, работещ прецизно и с желание, получава увеличение на надницата заради заслуги – от 7,50 лири седмично на цели 30 лири дневно. От фабриката започват да изчезват части и Капеларо е хванат в кражба на излизане, като мислят да го уволнят. Сътрудникът на основателя на дружеството Камило Оливети – Доменико Бурцио обаче отива у дома му, за да направи проверка. Там той открива, че Капеларо е създал прототип на клавиатура, на който машинопистките да се упражняват без да прибягват до измислени методи. Впоследствие прототипът става продукт.
През годините Капеларо допринася за организацията на поточната линия на модела пишеща машина Olivetti M20 от името на Камило Оливети. В продължение на осем месеца, подпомаган от инженер, той изучава функционирането на M20, идентифицира проблемите и дефектите на модела и се опитва да приложи нови техники на практика. В крайна сметка Капеларо разработва система за сглобяване, която позволява да се сглоби машина с по-малко усилия и по-голяма прецизност за 4 часа и 20 минути вместо за 11 часа. Впоследствие Капеларо става началник на отдел в сектора за подравняване на пишещите механизми на модела: под негово ръководство работят 42 работници, които произвеждат 26 машини на ден. В рамките на шест месеца, чрез рационализиране на производството, Капеларо успява да произвежда 40 машини на ден само с 25 работници.
От 1930 г. е назначен от Адриано Оливети в новосъздадения Офис за проекти и проучвания и допринася като експерт-монтьор за развитието на моделите пишещи машини Olivetti M40 и Olivetti MP1. От 1935 г. си сътрудничи с Проектанското бюро за проектиране на изчислителни машини – сектор, от който Оливети започва да се интересува от предходната година.

### Ръководител на Проектантския офис

#### Divisumma 14
Преломният момент в кариерата на Капеларо настъпва след 8 септември 1943 г., когато директорът на Проектантското бюро – инженер Рикардо Леви напуска компанията, за да се присъедини към партизанската съпротива. Ръководството на персонала решава да го замени с работника, който вече е проявил своята креативност и през 1943 г. Капеларо става директор на Проектантското бюро на Оливети.
Той разработва и ръководи проекта MC 14 – нов клас електромеханични пишещи машини, предназначен да замени първите модели на Оливети. Като дизайнерски директор е създател на почти всички калкулатори на дружеството. Въпреки че вече е участвал, като обикновен работник, в дизайна на първите калкулатори на Оливети, първият изцяло проектиран от него модел е суматорът Elettrosumma 14 от 1945 г. Той е последван от суматора Multisumma 14 (1948) и от калкулатора Divisumma 14 (1948), който поставя Оливети на върха на пазара, от който няколко години по-рано дружеството е било изключено. Divisumma 14 е първият калкулатор в света, способен да извърши четирите операции и е оборудван с всички удобства, притежавани преди това само от суматорите: механизъм за печат, клавиатура с 10 клавиша и отрицателен баланс, т.е. е първият калкулатор, който въплъщава всички характеристики на съвременната машина.

#### Divisumma 24
От началото на 1950 г. Капеларо разработва и ръководи проекта от клас MC 24. Той включва доста известни машини като Divisumma 24 и Tetractys. Корпусът на почти всички механични творения на Капеларо е проектиран от дизайнера Марчело Ницоли. Само най-новите машини, които обаче са проектирани в нарастващо сътрудничество с Терезио Гасино, са изработени от Еторе Зотзас младши.
Представен през 1956 г., Divisumma 24 повтаря и надминава успеха на предишния модел, като продава над милион бройки и затвърждава позициите на Оливети на пазара на изчислителните машини: в началото на 60-те години над 1/3 от производството в световен мащаб носи марката „Оливети“, а дружеството получава почти половината от оборота от сектора. Тези изцяло механични калкулатори гарантират, благодарение на прецизния си дизайн, отлична производителност и надеждност, и забележителна простота при сглобяването на евтини компоненти. Това дава възможност да се получи много високо съотношение между продажната цена и производствените разходи за единица от порядъка на 10:1.
За завършване на линията през 1956 г. също са пуснати Elettrosumma 24 Duplex суматор и усъвършенстваният калкулатор Tetractys (име, предложено от италианския поет Франко Фортини в знак на почит към питагорейските тетракти). През 1962 г. е добавен умножителят Multisumma 24.

### След Проектанския офис
През 1960 г. Капеларо е назначен за главен технически мениджър на Оливети, ръководейки дизайна както на изчислителните машини, така и на пишещите машини. През 1964 г. той е повишен на член на Изпълнителния комитет на компанията, а дългогодишният му главен сътрудник Терезио Гасино заема поста му като технически директор. За да увенчае успешната му кариера, Университетът в Бари му присъжда почетна степен по строително инженерство през 1962 г.
Големият успех на изчислителните машини, проектирани от Капеларо, осигурява на Оливети по-голямата част от печалбите. Въпреки това, когато през 1964 г. малката група на инж. Пиер Джорджо Перото произвежда Programma 101 – програмируем електронен калкулатор, смятан от мнозина за първия „персонален компютър“, първият човек, на когото Перото показва прототипа, е Капеларо. Той със смирение осъзнава, че ерата на механичните изчисления е приключила.
След като подава оставка през 1966 г., Капеларо е консултант на Генерална дирекция „Проекти“ на Оливети в продължение на няколко години. Умира на 27 февруари 1977 г. на 74-годишна възраст в град Торино, Северна Италия.

## Наследство
Иврейската фондация „Натале Капеларо“, действаща от 2008 г., е посветена на паметта на Капеларо и на развитието на неговото техническо и интелектуално наследство.
През 2013 г. на негово име е посветен издигнатият пешеходен мост над река Дора Балтеа в град Ивреа.

## Проекти
Частичен списък на изчислителните машини на Оливети на пазара в периода, когато Проектанският офис е под ръководството на Капеларо (1943–1964):
- Classe MC 14: Elettrosumma 14 (1946), Multisumma 14 (1947), Divisumma 14 (1948)
  - Варианти на количка: Elettrosumma 14 CR (1948), Multisumma 14 CR (1951), Divisumma 14 CR (1952), Elettrosumma Banca (1952);
- Summa 15 (1949, неелектрическа)
- Classe MC 21: Elettrosumma Duplex (1954), Elettrosumma Simplex (1954)
- Classe MC 24: Divisumma 24 (1956), Tetractys (1956), Elettrosumma 24 Duplex (1956), Multisumma 24 (1962), Multisumma 24 GT (1963), Divisumma 24 GT (1963), Elettrosumma 24 GT Invalidatrice (1963)
  - Варианти на количка: Elettrosumma 24 CR (1956), Divisumma 24 CR (1960), Tetractys CR (1956)
- Classe 22: Elettrosumma 22 (1957, и с версия Underwood 400), Elettrosumma Duplex 22 (1958), Multisumma 22 (1959);
  - Варианти на количка: Elettrosumma 22 CR (1957), Multisumma 22 CR (1960)
- Classe 20: Summa Prima 20 (1960, неелектрическа, и с вариант Underwood 200), Summa Quanta 20 (1961), Elettrosumma 20 (1963), Multisumma 20 (1964, и с вариант Antares 6000)
- Изчислителни машини: Audit 202 (1955), Audit 302 (1956).